# Ajax AG

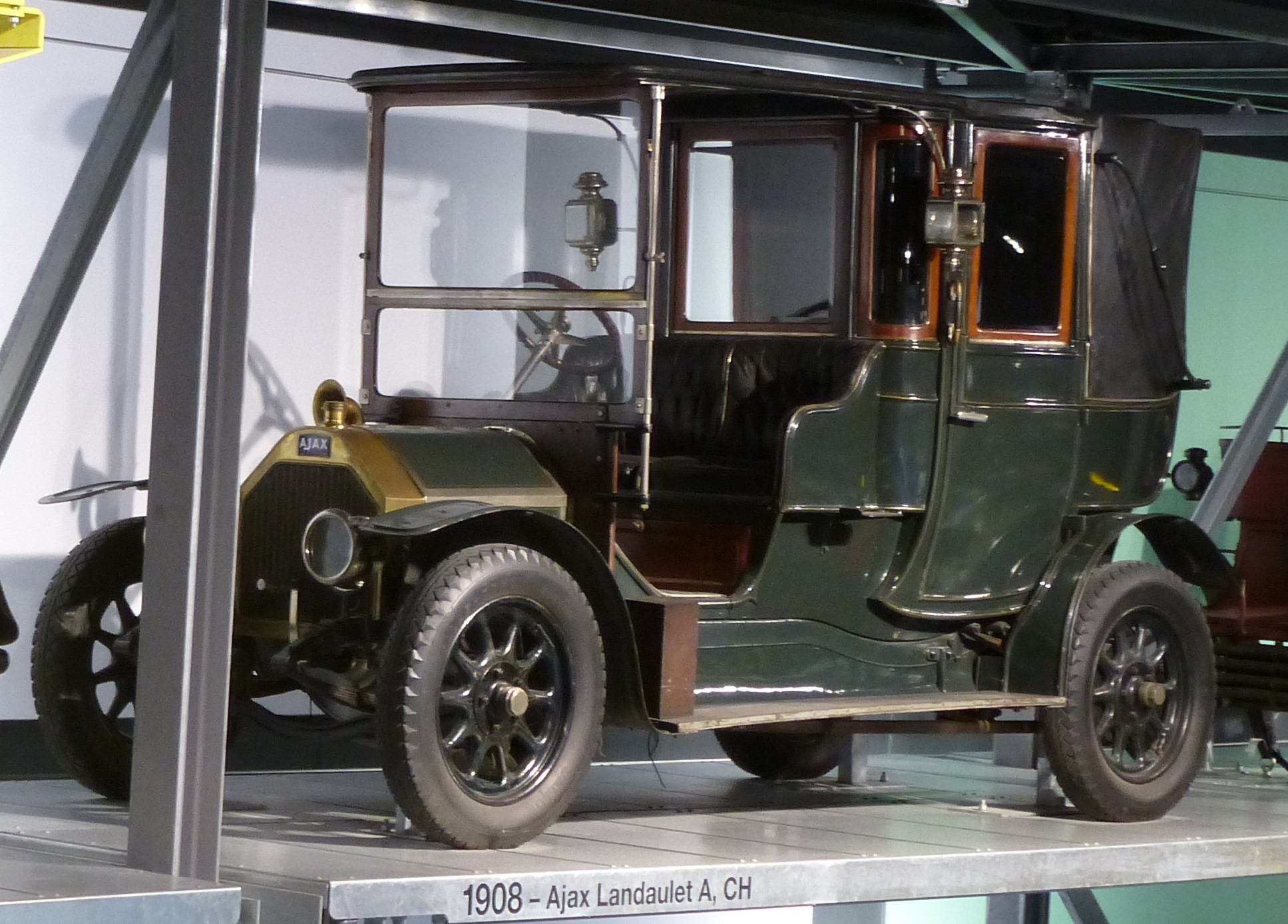
Ajax von 1908

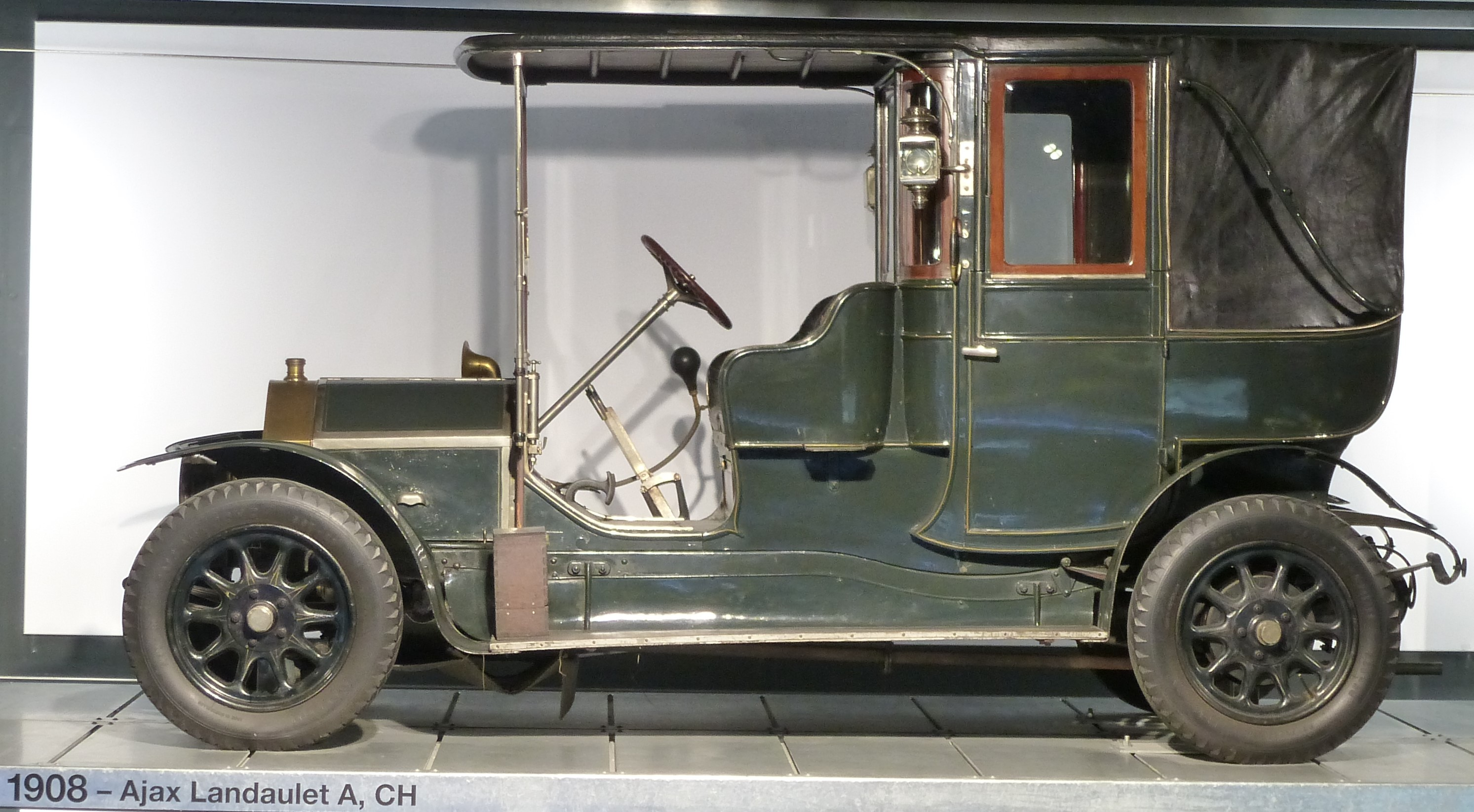
Seitenansicht

Die Ajax AG war ein Schweizer Automobilhersteller, die von 1906 bis 1910 bestand.

## Geschichte
Der aus Österreich stammende, an der Universität Zürich promovierte US-Amerikaner Gottfried Aigner gründete 1906 die Automobilfabrik Dr. G. Aigner. Der Markenname lautete Ajax. Bereits 1907 erfolgte eine Umfirmierung in Ajax AG. Die Produktionsstätten waren am Hirschengraben in Zürich. Um die Herstellung einzelner handgefertigter Fahrzeuge voranzubringen, beteiligte sich die Ajax AG 1908 an der Zürcher Automobildroschken-Gesellschaft. An dieses Beteiligungsunternehmen konnten insgesamt 32 Landaulets geliefert werden, weitere an ähnliche Taxiunternehmen in München und Wien.
Viel Geld erforderte die Entwicklung eines Flugzeugs; zudem war die Herstellung der vielen Einzelteile für die 1909 entwickelten neuen Motoren aufwendig und kostspielig. 1910 geriet die Ajax AG daher in Konkurs und die Produktion wurde eingestellt. Ernst Asper übernahm Teile des Unternehmens.

## Modelle und Technik
Es gab ein erstes Vierzylindermodell 20/27 PS. Unter der Leitung von Ingenieur D. Siebenmann entstand auf dieser Basis ein Sechszylindermodell mit 3,4 l Hubraum. Bereits 1907 wurde es beim Langstreckenrennen Targa Florio eingesetzt. Die Ajax-Modelle hatten schon früh fortschrittliche Merkmale wie ein Gaspedal, direkt an den Zylindern angeflanschte Vergaser und Abgasleitungen, die zu einem Gusskörper vereint waren. Der Abgasdruck wurde zur Benzinförderung genutzt. 1909 wurden zwei neue Motoren entwickelt, deren Wellen wälzgelagert waren. Eine geschickte Kühlmittelführung ermöglichte zwangsgekühlte Ventilsitze.
Ein Exemplar ist im Verkehrshaus der Schweiz in Luzern ausgestellt.